# Elopomorpha
Die Elopomorpha sind eine Gruppe der Echten Knochenfische (Teleostei). Sie haben als gemeinsames Kennzeichen eine weidenblattförmige Larvenform, die Leptocephaluslarven. Die Leptocephaluslarven können bei einigen Arten bis zu zwei Meter lang und größer als die spätere Erwachsenenform werden.
Die Monophylie der Gruppe ist nicht allgemein anerkannt. Einige Autoren halten die Leptocephaluslarven für ein ursprüngliches Merkmal, das nicht zur Definition eines Taxons herangezogen werden kann. Inzwischen gibt es von verschiedenen Wissenschaftlergruppen Analysen von rRNA, die Argumente für und gegen die Monophylie der Elopomorpha liefern. Weitere Forschung ist nötig.
Alle Elopomorpha bis auf die zwanzig Arten der Flussaale (Familie Anguillidae) leben im Meer.

## Systematik
Zu den Elopomorpha gehören vier Ordnungen, 24 Familien, 156 Gattungen und über 850 Arten mit den Tarpunartigen als basalster Ordnung:
|  | Grätenfischartige (Albuliformes)                                                                      |
|  | |
|  | \| \| Dornrückenaalartige (Notacanthiformes) \| \| \| \| \| \| Aalartige (Anguilliformes) \| \| \| \| |
|  | |
|  | Dornrückenaalartige (Notacanthiformes)                                                                |
|  | |
|  | Aalartige (Anguilliformes)                                                                            |
|  | |

|  | Dornrückenaalartige (Notacanthiformes) |
|  |                                        |
|  | Aalartige (Anguilliformes)             |
|  |                                        |

|  | Grätenfischartige (Albuliformes)                                                                      |
|  | |
|  | \| \| Dornrückenaalartige (Notacanthiformes) \| \| \| \| \| \| Aalartige (Anguilliformes) \| \| \| \| |
|  | |
|  | Dornrückenaalartige (Notacanthiformes)                                                                |
|  | |
|  | Aalartige (Anguilliformes)                                                                            |
|  | |

|  | Dornrückenaalartige (Notacanthiformes) |
|  |                                        |
|  | Aalartige (Anguilliformes)             |
|  |                                        |

Die bei Nelson und Fishbase im Rang einer Ordnung geführten Pelikanaalartigen (Saccopharyngoidei) stehen phylogenetisch deutlich innerhalb der Aalartigen (Anguilliformes). In einer jüngsten Revision der Teleostei-Systematik werden sie deshalb als Unterordnung der Aalartigen geführt.